# Frank B. Willis

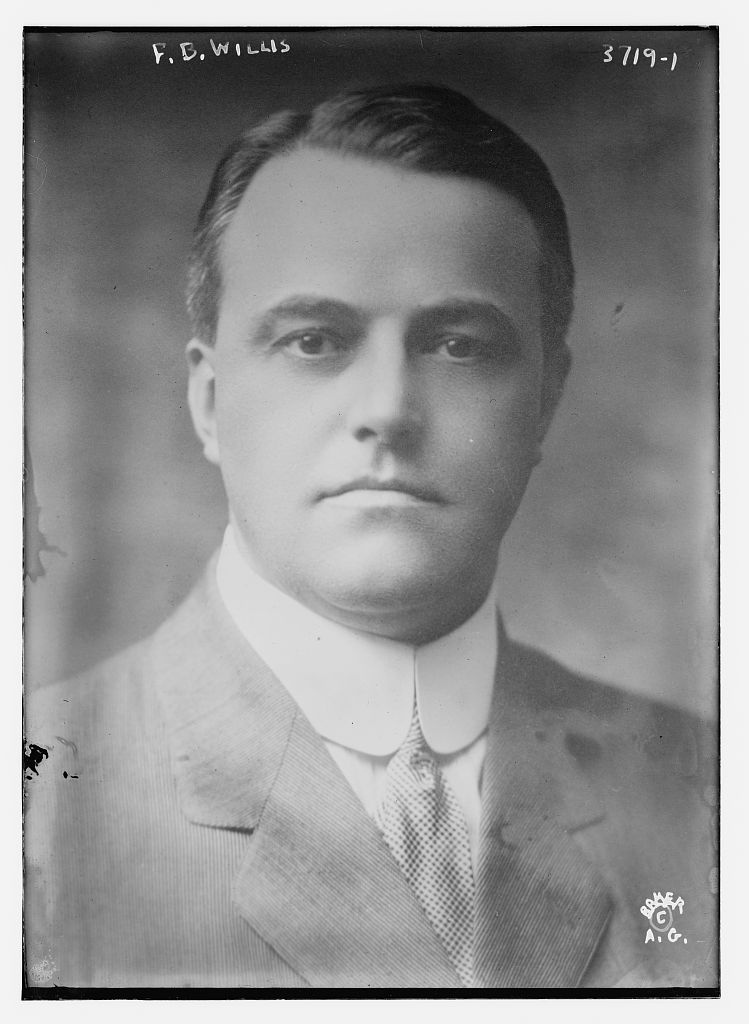
Frank B. Willis (ca. 1915)

Frank Bartlett Willis (* 28. Dezember 1871 bei Lewis Center, Delaware County, Ohio; † 30. März 1928 in Delaware, Ohio) war ein US-amerikanischer Politiker und von 1915 bis 1917 der 47. Gouverneur von Ohio. Diesen Bundesstaat vertrat er außerdem in beiden Kammern des Kongresses.

## Frühe Jahre
Willis besuchte die örtlichen Schulen seiner Heimat. Danach studierte er bis 1894 an der Ohio Northern University. Zwischen 1894 und 1906 lehrte er an dieser Universität die Fächer Wirtschaft und Geschichte. Nach einem Jurastudium unterrichtete er zwischen 1906 und 1910 auch dieses Fach.

## Politische Laufbahn
Willis war Mitglied der Republikanischen Partei. Zwischen 1901 und 1904 saß er als Abgeordneter im Repräsentantenhaus von Ohio. Von 1911 bis 1915 vertrat er seinen Staat im US-Repräsentantenhaus in Washington.
1914 wurde Willis gegen den demokratischen Amtsinhaber James M. Cox zum neuen Gouverneur seines Staates gewählt. Er trat sein Amt am 11. Januar 1915 an. Als Gouverneur setzte er sich für Einsparungen im Haushalt ein. Angesichts des aufkommenden Verkehrs wurden neue Straßenverkehrsgesetze erlassen. Die Alkoholgesetze wurden überarbeitet und die Nationalgarde wurde neu strukturiert. Im Jahr 1916 wurde sie mobilisiert und im Auftrag des Bundes an die mexikanische Grenze geschickt, wo es zu Grenzstreitigkeiten gekommen war. Schon im Januar 1916 wurden Teile der Nationalgarde nach East Youngstown entsandt, um dort nach einem gewalttätigen Streik der Stahlarbeiter die Ruhe wiederherzustellen. Bei den Wahlen des Jahres 1916 unterlag Willis seinem Vorgänger James Cox, der damit auch sein Nachfolger als Gouverneur wurde.
Im Jahr 1918 verlor Willis erneut gegen Cox bei den Gouverneurswahlen. Von 1921 bis zu seinem Tod im März 1928 war er Mitglied des US-Senats. Dort war er Vorsitzender des Ausschusses zur Verwaltung der amerikanischen Territorien und Inseln, die nicht Teil eines der damals 48 Bundesstaaten waren. Dazu gehörten unter anderem Hawaii, Alaska, die Philippinen und Puerto Rico. 1928 bewarb er sich um die Nominierung als republikanischer Präsidentschaftskandidat. Er starb aber bereits im März dieses Jahres. Frank Willis war mit Allie Dustin verheiratet; gemeinsam hatten sie ein Kind.